# Aleksandrs Obižajevs
Aleksandrs Obižajevs (russisch Александр Обижаев, Alexander Obischajew; * 16. September 1956 in Saulkrasti, LSSR, Sowjetunion) ist ein ehemaliger lettischer Leichtathlet, der sich auf den Stabhochsprung spezialisiert hat und der bis 1989 für die Sowjetunion an den Start ging. Er war lange Zeit Inhaber des lettischen Landesrekordes und wurde 1983 in Budapest Vizehalleneuropameister.

## Sportliche Laufbahn
Erste internationale Erfahrungen sammelte Aleksandrs Obižajevs vermutlich im Jahr 1983, als er bei den Halleneuropameisterschaften in Budapest mit übersprungenen 5,60 m die Silbermedaille hinter seinem Landsmann Wladimir Poljakow gewann. 1987 erreichte er bei den Weltmeisterschaften in Rom das Finale und belegte dort mit 5,50 m den neunten Platz. Zuvor stellte er in Brjansk mit 5,80 m einen lettischen Landesrekord auf, der bis 2025 Bestand hatte. 1992 nahm er für Lettland an den Olympischen Sommerspielen in Barcelona teil und schied dort ohne eine Höhe in der Qualifikationsrunde aus. 1996 nahm er erneut an den Olympischen Sommerspielen in Atlanta teil und verpasste dort mit 5,40 m den Finaleinzug. 2000 beendete er dann seine aktive sportliche Karriere im Alter von 44 Jahren.
1987 wurde Obižajevs sowjetischer Meister im Stabhochsprung.